# AMPLIFIER
『AMPLIFIER』（アンプリファイアー）は、日本のロックバンド、PERSONZの17枚目のオリジナルアルバムである。

## 概要
2005年、2006年にリリースされたDVDアルバム『RODEO DRIVE』と『DRAGON LILY』からのスタジオ再録曲中心。「AMPLIFIER」、「ECHOS OF LOVE」は新曲。

## 収録曲
（全曲作詞：JILL / 作曲：渡邉貢）
1. AMPLIFIER
2. HEARTSONG
3. 素晴らしきメディア
4. KISSING THE WORLD
5. ECHOS OF LOVE
6. DRAGON LILY
7. RODEO DRIVE
8. 武器よさらば
9. JOIN HANDS
10. HIVE

## 品番
- CD: OMCA-5024